# Sam Timmins
Samuel Alexander William Timmins, detto Sam (Dunedin, 23 maggio 1997), è un cestista neozelandese.

## Carriera
Con la Nuova Zelanda ha disputato due edizioni dei Campionati asiatici (2017, 2022).